# Robert Dover (jinete)
Robert Jeffrey Dover (Chicago, 7 de junio de 1956) es un jinete estadounidense que compitió en la modalidad de doma.
Participó en seis Juegos Olímpicos de Verano, entre los años 1984 y 2004, obteniendo cuatro medallas de bronce en la prueba por equipos: en Barcelona 1992 (junto con Carol Lavell, Charlotte Bredahl y Michael Poulin), en Atlanta 1996 (con Michelle Gibson, Steffen Peters y Guenter Seidel), en Sídney 2000 (con Susan Blinks, Guenter Seidel y Christine Traurig) y en Atenas 2004 (con Lisa Wilcox, Guenter Seidel y Deborah McDonald). Ganó una medalla de bronce en el Campeonato Mundial de Doma de 1994.
En 1988 anunció públicamente ser homosexual.

## Palmarés internacional
| Juegos Olímpicos   | Juegos Olímpicos         | Juegos Olímpicos  | Juegos Olímpicos |
| Año                | Lugar                    | Medalla           | Categoría        |
| ------------------ | ------------------------ | ----------------- | ---------------- |
| 1992               | Barcelona (España)       | Medalla de bronce | Por equipos      |
| 1996               | Atlanta (Estados Unidos) | Medalla de bronce | Por equipos      |
| 2000               | Sídney (Australia)       | Medalla de bronce | Por equipos      |
| 2004               | Atenas (Grecia)          | Medalla de bronce | Por equipos      |
| Campeonato Mundial |                          |                   |                  |
| Año                | Lugar                    | Medalla           | Categoría        |
| 1994               | La Haya (Países Bajos)   | Medalla de bronce | Por equipos      |